# كفر اللبا
قرية كفر اللبا هي إحدى القرى التابعة لمركز ديرب نجم في محافظة الشرقية في جمهورية مصر العربية. حسب إحصاءات سنة 2006، بلغ إجمالي السكان في كفر اللبا 4056 نسمة، منهم 2037 رجل و2019 امرأة.